# Synidotea hanumantharaoi
Synidotea hanumantharaoi är en kräftdjursart som beskrevs av Gorti Raghawa Raghava Kumari och Shyamasundari 1984. Synidotea hanumantharaoi ingår i släktet Synidotea och familjen tånglöss. Inga underarter finns listade i Catalogue of Life.